# Războiul Suab

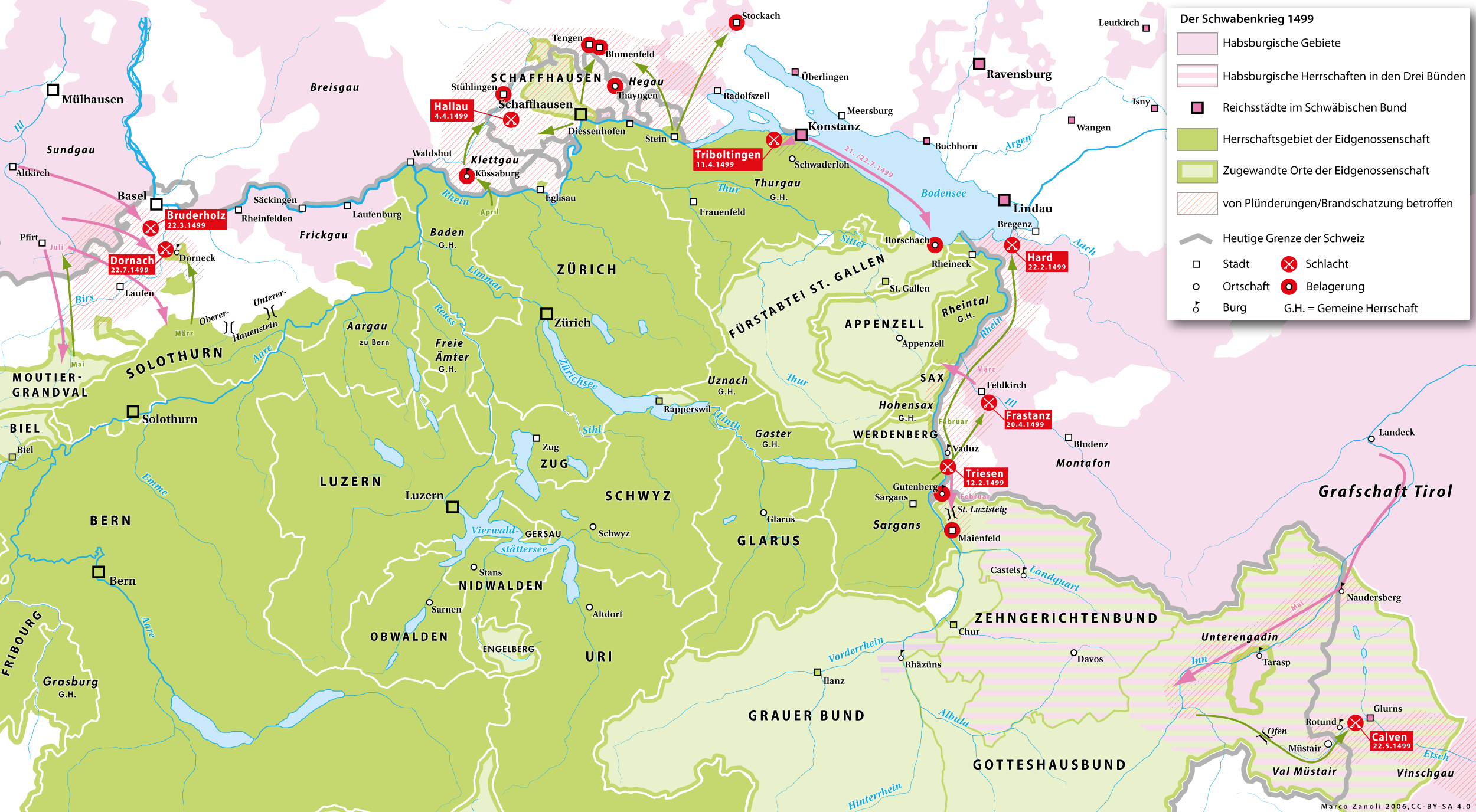
Războiul Suab

Războiul Suab (sau "Războiul elvețian") a fost un conflict militar între "Confederația Elvețiană" și Casa Habsburg sprijinită de "Liga Suabă" care a durat din luna ianuarie și până în luna septembrie 1499. Cu toate că Habsburgii cu aliații lor au câștigat războiul, n-au reușit prin pacea de la Basel să obțină teritorii noi.